# Acefalizacja
Acefalizacja (gr. kephalé - głowa) – brak występowania cech cefalizacji.

## Przedstawiciele
Szkarłupnie są grupą o najsilniej wyrażonej acefalizacji wśród tkankowców.